# George Bell
George Kennedy Allen Bell (Hayling Island, 4 februari 1883 – Canterbury, 3 oktober 1958) was een Britse theoloog. Hij was bisschop van het Anglicaanse bisdom Chichester, deken van de Kathedraal van Canterbury, lid van het Hogerhuis en een van de leiders van de oecumenische beweging. Bell was bevriend met de Duitse predikant Dietrich Bonhoeffer en nauw betrokken bij de Bekennende Kirche.

## Levensloop

### Vroege jaren
Bell werd geboren als de oudste zoon van de dominee James Allen Bell en zijn vrouw Sarah Georgina Megaw. Hij kreeg een beurs om te studeren aan Christ Church in Oxford. Hij bleek een uitmuntend student en won in 1904 de Newdigate Prize. Wells vervolgde zijn studie aan het Wells Theological College, waar hij onder invloed kwam van de oecumenische beweging. In 1907 werd hij aangesteld tot predikant in de Kathedraal van Ripon, waar hij voornamelijk werkzaam was in de arbeidswijken van Leeds, waar een groot deel van de bewoners uit Afrika en India kwam.

### Predikant
Na drie jaar, in 1910, keerde Bell terug naar Christ Church als studentenpredikant. In 1914 werd hij vervolgens als predikant onder aartsbisschop Randall Davidson. Bell schreef later de biografie van Davidson. Bells verantwoordelijkheid lag bij het onderhouden van de internationale en interkerkelijke relatie. In 1915 kreeg hij voor elkaar dat lokale Lutheraanse christenen in het Indiase Chota Nagpur het werk van twee Duitse zendingsorganisaties mochten voortzetten, nadat de Duitse zendelingen na de uitbraak van de Eerste Wereldoorlog waren geïnterneerd. Tot het einde van de Eerste Wereldoorlog werkte hij voor de Hospitaalorde van Sint-Jan en hield zich bezig met de verzorging van oorlogswezen. Samen met de Zweedse Lutheraanse aartsbisschop Nathan Söderblom was Bell betrokken bij de uitwisseling van krijgsgevangenen.

### Oecumenische beweging
Na de oorlog speelde Bell een belangrijke rol binnen de opkomende oecumenische beweging. Tijdens de eerste naoorlogse bijeenkomst van de Wereldalliantie van Kerken ter Bevordering van Internationale Vriendschap in Nederland komt door zijn inzet een commissie tot stand voor religieuze en nationale minderheden.
Van 1925 tot 1929 was Bell deken van de Kathedraal van Canterbury. In diezelfde hoedanigheid lanceerde hij het Canterbury Festival, met gastartiesten als John Masefield, Gustav Holst, Dorothy Sayers en T.S. Eliot. In de loop van de tijd groeide het Canterbury Festival uit tot een internationaal kunstfestival met meer dan zestigduizend bezoekers.
Bell werd in 1929 benoemd tot bisschop van Chichester. Als bisschop ontving Bell onder andere Mahatma Ghandi. Hij had veel van doen met arbeiders die getroffen werden door de Grote Depressie. Hij woonde bijeenkomsten bij van de vakbond National Union of Public Employees, waar hij welkom werd geheten als "broeder Bell".

### Betrokken bij de Bekennende Kirche
Bell is van 1932 tot 1934 voorzitter van Life and Work in het Zwitserse Genève. De organisatie ontstond vanuit de achtergrondgedachte is dat kerken tot elkaar kunnen komen door samen te werken in de wereld. Tijdens een conferentie in februari 1933 in Berlijn maakt Bell de machtsovername van de nazi's van dichtbij mee. Bell groeide internationaal al snel uit tot de bekendste bondgenoot van de Bekennende Kirche. In april 1933 sprak hij zich uit tegen de antisemitische campagne van de nieuwe machthebbers en in september van dat jaar veroordeelde hij de acceptatie van Arische Paragraaf door een deel van de Deutsche Evangelische Kirche. De Arische Paragraaf bepaalde onder andere dat Joden uit de kerkelijke ambten verwijderd moesten worden.
Zijn eerste ontmoeting met Dietrich Bonhoeffer had Bell in november 1933. Bonhoeffer stond toen op de kansel van twee Duitstalige protestantse kerken in Londen. De twee werden goede vrienden en Bonhoeffer informeerde Bell regelmatig over de ontwikkelingen in Duitsland. Die informatie deelde Bell vaak weer met het publiek in Noord-Amerika en Europa, bijvoorbeeld via brieven in The Times.
Bell ondertekende in juni 1934 de Theologische verklaring van Barmen, waarin de Bekennende Kirche theologisch afstand nam van het nationaalsocialisme en de Deutsche Christen, een pressiegroep binnen de protestantse kerken die de leer van het nazisme aanhing. Bonhoeffer en Karl Koch werden in 1934 uitgenodigd op een Wereld Oecumenische Conferentie in Fanø als vertegenwoordig van de Bekennende Kirche. Bonhoeffer sprak de conferentie toe over het dreigende gevaar van oorlog. Op initiatief van Bell en ondanks de protesten van de Deutsche Christenen sprak de conferentie haar solidariteit uit met de Bekennende Kirche.
Bell werd in 1936 voorzitter van het Internationale Christelijke Comité voor Duitse vluchtelingen en steunde in die hoedanigheid vooral Joodse christenen. Hij stuurde zijn schoonzuster Laura Livingstone naar Berlijn en Hamburg om ter plekke vluchtelingen te helpen het land te verlaten. Soms bracht hij vluchtelingen onder in zijn eigen huis. Als leider van de Oecumenische Beweging en vanaf 1938 als Lords Spiritual (een Lords Spiritual is een bisschop die uit hoofde van zijn functie zitting heeft in het Hogerhuis), beïnvloede Bell de publieke opinie in het Verenigd Koninkrijk en had zo een sterke invloed op de nazi-autoriteiten. Waarschijnlijk schrikten de nazi's terug om de predikant Martin Niemöller te executeren, zoals Hitler wenste. Niemöller overleefde de kampen Dachau en Sachsenhausen. 
In de winter van 1938/39 hielp Bell bij de vlucht van negentig personen, voornamelijk familie van predikanten die Joodse voorouders hadden of tegenstander waren van het naziregime. Onder hen was de Joodse predikant Hans Ehrenberg.

### Tweede Wereldoorlog
Na de uitbraak van de oorlog sprak Bell zich als een van de weinigen in het parlement uit tegen gebiedsbombardementen, waarbij grote woongebieden worden gebombardeerd in plaats van kleinere, strategische doelen. Een van de bezwaren tegen gebiedsbombardementen is het grote aantal burgerslachtoffers. 
Bell had op 1 juni 1942 een ontmoeting met Dietrich Bonhoeffer in het neutrale Zweden. Bonhoeffer lichtte hem in over de plannen van het Duitse verzet om Hitler te vermoorden en de daarop volgende couppoging. Bell gaf de informatie door aan minister van Buitenlandse Zaken Anthony Eden en probeerde de Britse regering over te halen het Duitse verzet te steunen. Hij vroeg op hun verzoek aan Eden of de Britse regering publiekelijk wilde uitspreken dat zij niet het Duitse volk tot slaaf wilde maken, maar slechts Hitler, Himmler en hun gevolg van het toneel wilde laten verdwijnen. Dat zou de samenzweerders rond Bonhoeffer de mogelijkheid geven na een geslaagde couppoging vredesonderhandelingen te openen met de geallieerden. Bells voorstel werd echter afgewezen, aangezien de Britse regering en haar bondgenoten inmiddels uit was op Duitsland onvoorwaardelijke overgave.
De Aartsbisschop van Canterbury William Temple overleed in 1944. Bell maakte goede kans hem op te volgen, maar bisschoppen van de Kerk van Engeland werden aangewezen door de premier. Winston Churchill moest niets hebben van Bells verzet tegen de gebiedsbombardementen. De keuze viel mede daardoor op Geoffrey Fisher, bisschop van Londen.

### Naoorlogse jaren
Bell was na de oorlog een van de felste critici van de berechting van de veldmaarschalk Erich von Manstein. Hij geloofde niet dat een legerofficier als Von Manstein iets van doen kon hebben met oorlogsmisdaden. Ook sprak hij zich uit tegen de verwijdering van de naar schatting 14 miljoen Duitsers in gebieden die aan Polen waren toegevallen.
De Britse historicus Tom Lawson schreef later dat Bell vooral betrokken was bij de Bekennende Kirche en de situatie van christelijke Joden en niet zo zeer met de Joodse gemeenschap in Duitsland. Hij zag het nazisme eerder als antichristelijk in plaats van anti-Joods waardoor hij slechts oppervlakkig kennis had van de gebeurtenissen tijdens de Holocaust.
Bell hoopte dat na de oorlog Europa zich zou verenigen onder gemeenschappelijke christelijke waarden. Hij zag de Sovjet-Unie als de principiële vijand. Het was een "Aziatisch" land dat volgens hem niet behoorde tot de "Europese familie". Bell riep op tot een Brits-Duits bondgenootschap als hoeksteen van het naoorlogs Europa.
In de jaren vijftig was hij een verklaard tegenstander van de nucleaire wapenwedloop tussen het Oosten en Westen Westen. In zijn laatste jaren raakte hij bevriend met Giovanni Montini, de latere paus Paulus VI die het Tweede Vaticaans Concilie tot een afronding bracht.

### Beschuldigingen van seksueel misbruik
In 1995 werd er een klacht ingediend bij de bisschop van Chichester vanwege vermeend seksueel misbruik van een meisje door Bell in de jaren veertig en vijftig. Met die klacht werd niets gedaan. In 2013 werd er een tweede klacht ingediend bij de aartsbisschop van Canterbury. In september 2015 werd er een schadevergoeding betaald en excuses aangeboden. Daarop kwam kritiek omdat verwanten van Bell de claim van seksueel misbruik niet geloofwaardig vonden. De Kerk van Engeland stelde Alex Carlise aan als onderzoeker die tot de conclusie kwam dat de kerk te snel tot excuses was overgegaan en daarbij was gegaan aan de rechten van Bell. De Kerk van Engeland bood daarop haar excuses aan aan nabestaanden van Bell voor de manier waarop de beschuldigingen waren afgehandeld.